# Alouette de Mongolie
Melanocorypha mongolica
Espèce
Répartition géographique
- Présence permanente
- Zones de nidification, en été
- Zones d'hivernage

Statut de conservation UICN

 LC  : Préoccupation mineure
L'Alouette de Mongolie (Melanocorypha mongolica) est une espèce d'oiseaux de la famille des Alaudidae.

## Description

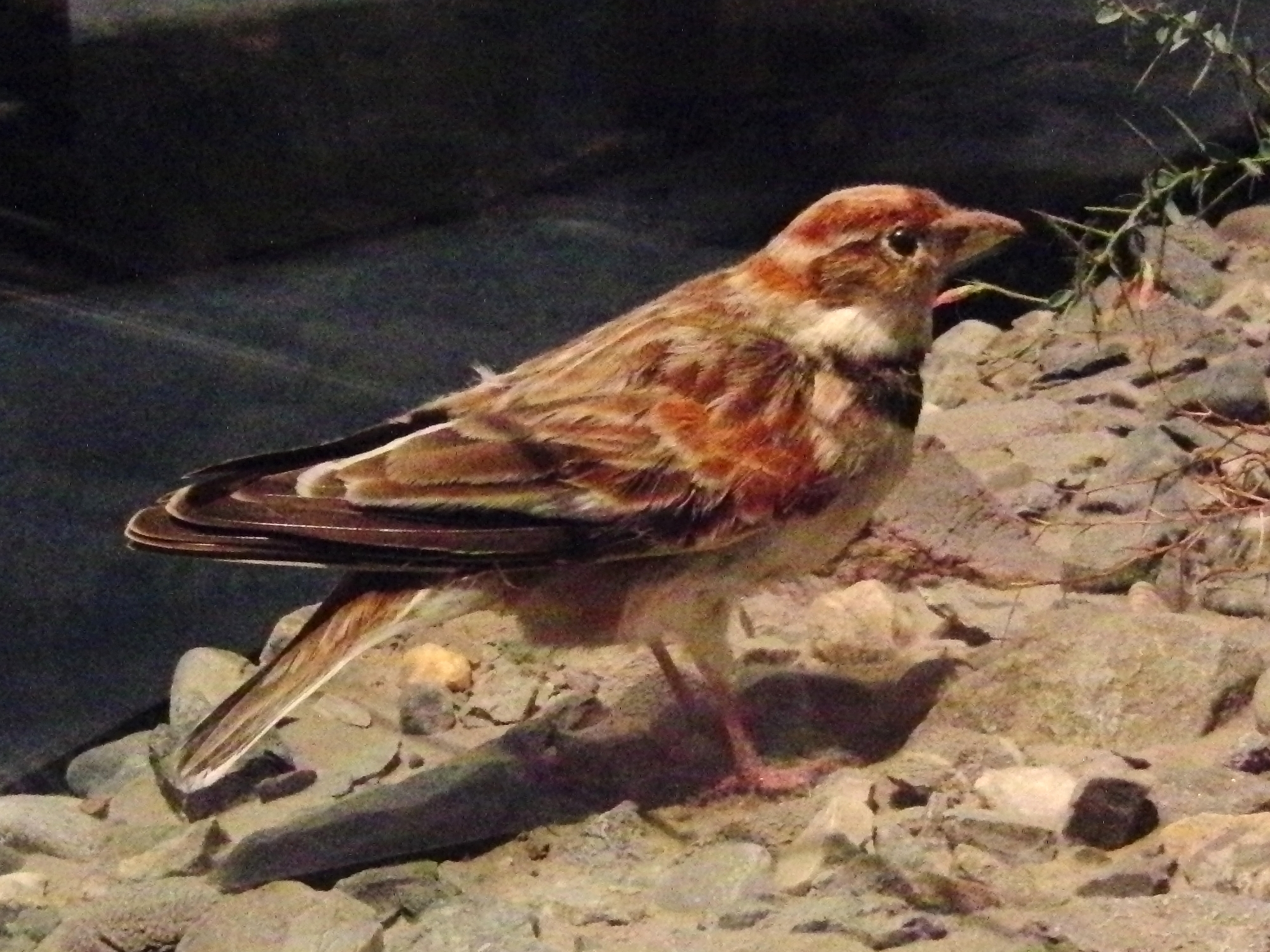
Spécimen empaillé d'une Alouette de Mongolie (Melanocorypha mongolica) au Musée national de la nature et des sciences à Tokyo.

L'Alouette de Mongolie est un petit oiseau mesurant 19 centimètres de long, du bec au bout de la queue.
Sa calotte est rousse avec une raie médiane blanche. Sa nuque est rousse, tandis que son manteau est plus brunâtre. Un trait loral noir part de l'œil puis redescend. Les plumes entre ce trait loral et la calotte sont blanches. Un autre trait noir est présent sur le pourtour de la gorge. Le menton, la poitrine et le ventre sont blancs. Les flancs sont plus sablés. Pour ce qui est des ailes, les couvertures primaires sont brun foncé, tandis que les petites et moyennes couvertures sont rousses et les grandes couvertures brun noisette. Les rémiges primaires sont noires, les rémiges secondaires blanches et les rémiges tertiaires brunes. Les rectrices sont brun noisette à brun foncé. Ses yeux sont noirs, et son bec puissant et conique, légèrement courbé vers le bas, typique chez les oiseaux granivores.

## Cri
L'Alouette de Mongolie est connue pour son chant élaboré et pour sa capacité à en apprendre de nouveaux tout au long de sa vie.

## Mode de vie

### Habitat et répartition
On trouve l'Alouette de Mongolie du Sud de la Russie et de la Mongolie jusqu'au centre de la Chine.
Elle affectionne les prairies tempérée et sèches ainsi que les zones rocheuses et les abords des lacs.

### Reproduction
Elle pond des couvées de 3,3 œufs en moyenne et les couve pendant 13 jours. Les petits restent oisillons pendant 10 jours. Environ la moitié de ses œufs atteignent l'âge adulte.

### Comportement
Elle est généralement observée seule. Il s'agit d'une espèce migratrice, elle passe l'été en Mongolie et au Nord de la Chine, où elle se reproduit, puis passe l'hiver plus au Sud, dans le Centre et le Nord de la Chine.

## Taxonomie
L'Alouette de Mongolie était à l'origine placée dans le genre Alauda .

## Démographie
C'est une espèce indicatrice de la biodiversité aviaire dans les steppes mongoles. Ce qui signifie que sa dynamique de population révèle l'état de dégradation des steppes mongoles. Sa population semble stable, c'est pourquoi l'Union Internationale pour la conservation de la nature a évalué l'état de conservation de cette alouette comme « préoccupation mineure ».
Le Faucon sacre est l'un de ses prédateurs.